# Municipio de Gregg (Indiana)
El municipio de Gregg (en inglés: Gregg Township) es un municipio ubicado en el condado de Morgan en el estado estadounidense de Indiana. En el año 2010 tenía una población de 2930 habitantes y una densidad poblacional de 44,16 personas por km².

## Geografía
El municipio de Gregg se encuentra ubicado en las coordenadas 39°31′39″N 86°31′30″O / 39.52750, -86.52500. Según la Oficina del Censo de los Estados Unidos, el municipio tiene una superficie total de 66.36 km², de la cual 65,87 km² corresponden a tierra firme y (0,73 %) 0,48 km² es agua.

## Demografía
Según el censo de 2010, había 2930 personas residiendo en el municipio de Gregg. La densidad de población era de 44,16 hab./km². De los 2930 habitantes, el municipio de Gregg estaba compuesto por el 97,85 % blancos, el 0,27 % eran afroamericanos, el 0,51 % eran amerindios, el 0,41 % eran asiáticos, el 0,1 % eran de otras razas y el 0,85 % eran de una mezcla de razas. Del total de la población el 0,99 % eran hispanos o latinos de cualquier raza.